# Schloss Siggen
Das Schloss Siggen, auch früher Burg Siggen genannt, ist eine abgegangene Höhenburg anstelle eines heutigen Wohnhauses auf einem Hügel über dem Siggener Weiher südlich der Kirche St. Sebastian in Siggen, einem heutigen Ortsteil der Gemeinde Argenbühl im Landkreis Ravensburg in Baden-Württemberg.
Das Schloss wurde an einer ursprünglich mittelalterlichen Turmburg, die nach einer Volkssage aus den Steinen der abgebrochenen Burg Albris errichtet worden sein soll, angebaut. Der Wohnbau des quadratischen dreigeschossigen Schlossbaus hatte eine Seitenlänge von 20 Metern. An den Nordecken waren zwei Treppentürme angebracht.

## Geschichte

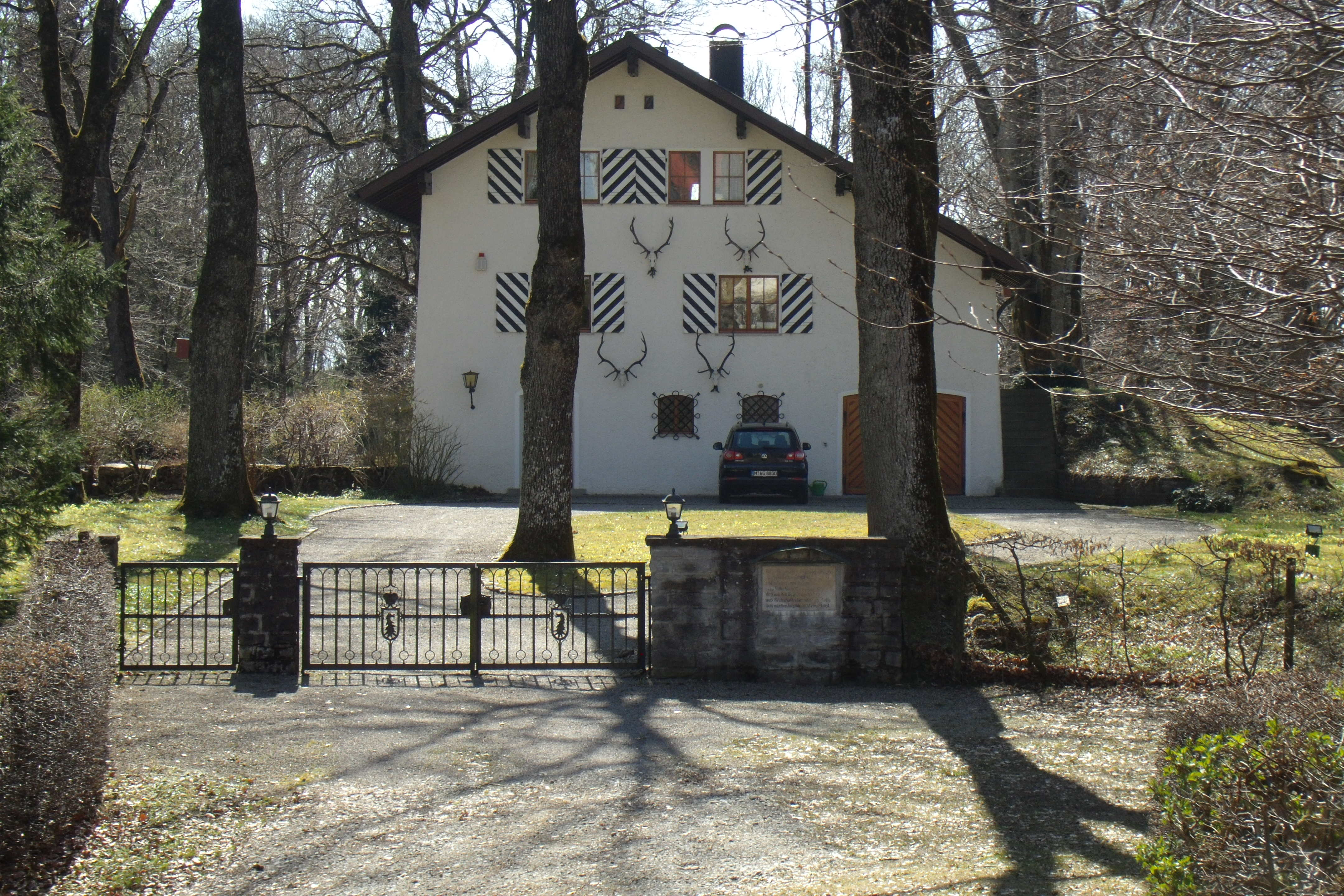
Forsthaus der Fürsten zu Windisch-Graetz

Die Burg wurde im 12. Jahrhundert von den Herren von Siggen erbaut und 1128 mit einem „Odalricus de Siggen“ in einer Ochsenhausener Urkunde erwähnt. 1353 wird eine Familie Klusser, um 1371 Lutz der Sürger und 1392 Konrad von Prassberg genannt sowie Heinrich von Schellenberg. Von 1413 bis 1416 war die Burg im Besitz der Heimenhofen zu Hohentann und kam 1416 durch Kauf an die Tölzer von Schellenberg zu Kißlegg. 1633 kaufte Humpis von Ravensberg für 3000 Pfund Heller das Schloss und kam durch Kauf 1767 an die Grafen von Abensperg und Traun. 1804 war das Schloss im Besitz der Fürsten von Windisch-Graetz.
1816 war das Schloss bereits völlig ruinös, stürzte am 23. September 1830 ein und wurde von 1836 bis 1838 abgebrochen. Im 20. Jahrhundert wurde auf dem Burghügel ein Wohnhaus erbaut, das sich samt dem dortigen Grund- und Forstbesitz heute im Eigentum des derzeitigen Familienchefs Anton Fürst zu Windisch-Graetz befindet.